# Любисток Григорій Михайлович
Григорій Михайлович Любисток (нар. близько 1706, Прилуки — пом. ?) — український сліпий співак-бандурист XVIII ст., пов'язаний із родиною Розумовських. 

## З життєпису
За походженням городовий козак із Прилук. 1730–1749 — перебував при дворі цариці Єлизавети Петрівни.
Виконував пісню «Про правду й неправду».
Відомо, що на кілька місяців утік із царської служби в Україну.
За даровані царицею гроші скуповував будинки в Петербурзі та Москві (1747 року впродовж 7 місяців «в доме каменном дворянина Григория Михайловича Любисткова над Мойкою» засідав Сенат Російської імперії)
1743 р. йому було надано дворянство, а 1748 року чин придворного полковника. Пізніше він придбав землю поблизу Лубен. Жив там до смерті.
Робив усе, що міг, для відновлення в Україні гетьманства.
Дата смерті та місце поховання невідомі.
Мав сина Михайла (~1744 р.н.), який служив пажем при імператорському дворі. 

У формулярі про свою службу показав:
1756-го году февраля 28 дня в Придворной канторе полковник Григорей Михайлов сын Любистков сказал. Служил де он при дворе Ея Императорскаго Величества с 1727-го году в певчих, и в том же году при спевалной музыке тенористом, а потом имянными Ея Императорскаго Величества указы пожалован 1743-го году сентября 14 дня дворянином, а 1748-го году маия 31-го дня ко двору ж Ея Императорскаго Величества полковником, в коем чину состоит он и поныне. Жалованья ему определено и производится в год по семи сот по семидесят по два рубли по восмидесят копеек. От роду ему пятьдесят пять лет. Детей у него мужеска полу один сын Михаила двенатцети лет. На смотре он нигде не явлен для того, что по силе данной ему Любисткову за собственноручным Ея Императорскаго Величества подписанием на дворянство грамоты ни в какую службу Ея Величества ево и детей ево принуждать не велено. Разве из них кто сами того пожелают. Почему оной сын ево и служит при дворе ж Ея Императорскаго Величества пажем. Людей и крестьян за ним, полковником, мужеска полу во Ржевском-Володимерова шестьсот пятдесят четыре, да в Пензенском уездех пятсот восемдесят две, всего тысеча двести тритцать шесть душ.